# Szyna DIN

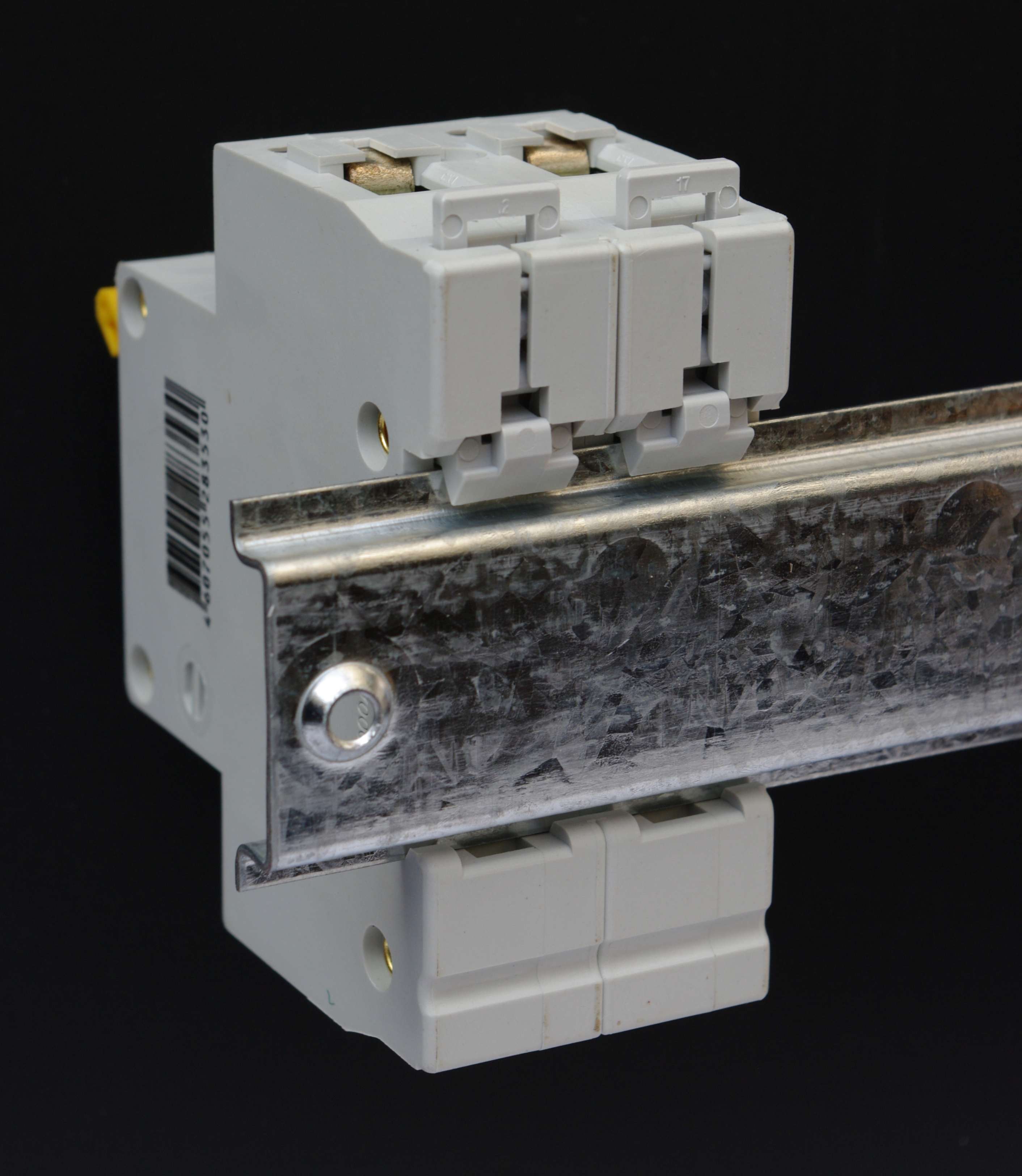
szyna DIN 35 mm z zamontowanymi wyłącznikami (widok z tyłu)

Szyna DIN lub wspornik montażowy – standard metalowej szyny montażowej, pierwotnie opracowany przez Deutsches Institut für Normung (DIN), wykorzystywanej głównie do montażu modułowej aparatury elektrycznej – wyłączniki nadprądowe, wyłącznik różnicowoprądowy, a także innych urządzeń elektrycznych i elektronicznych w rozdzielnicach elektrycznych.
Występują trzy przekroje:
1. typ O
2. typ C
3. typ G.

## Typ O
Najpopularniejszą odmianą jest szyna montażowa o szerokości 35 mm, standard (EN 50022, BS 5584, DIN 46277-3). Szyna ta jest nazywana także: DIN-3, TH 35, TS 35.
Inne popularne rozmiary tego przekroju to:
- szyna montażowa o szerokości 15 mm (EN 50045, BS 6273, DIN 46277-2), występujący także pod nazwami: DIN-2, TS 15
- szyna montażowa o szerokości 7.5 mm (EN 50023, BS 5585)
- szyna montażowa o szerokości 5 mm.

## Typ C
Profil o przekroju w kształcie litery "C". Najpopularniejsze rozmiary to C20, C30, C40 i C50 (liczba wyraża wysokość w milimetrach).

## Typ G
Profil typu G (EN 50035, BS 5825, DIN 46277-1), nazywany także: DIN-1, TS 32.